# Alois Frey
Alois Wendelin Frey (ur. 16 października 1911 w Bühlertal, zm. 4 stycznia 1990 w Bühl) – zbrodniarz nazistowski, członek załogi niemieckiego obozu koncentracyjnego Auschwitz-Birkenau i SS-Unterscharführer. 
Od jesieni 1942 do stycznia 1945 pełnił służbę w Auschwitz-Birkenau. Był tu wartownikiem, Blockführerem w obozie głównym, członkiem obozowego gestapo i komendantem podobozu Günthergrube (od lutego 1944). W 1948 Sąd Okręgowy w Krakowie skazał Freya na 6 lat pozbawienia wolności. 
Od lat sześćdziesiątych prowadziła przeciwko niemu również śledztwo prokuratura zachodnioniemiecka. Postawiono mu zarzuty dokonywania selekcji w szpitalu więźniarskim w Günthergrube i wydania rozkazu mordowania niezdolnych do dalszego marszu więźniów podczas ewakuacji obozu. Oprócz tego miał on dopuścić się przynajmniej dwóch indywidualnych zabójstw oraz złożył meldunek o próbie dokonania ucieczki przez 5 więźniów, na skutek czego zostali oni powieszeni. Proces przeciwko Freyowi rozpoczął się dopiero 18 grudnia 1973 przed sądem we Frankfurcie nad Menem. 25 listopada 1974 został on uniewinniony z braku wystarczających dowodów.